# Паталіпутра (давнє місто)
25°36′40″ пн. ш. 85°08′38″ сх. д. / 25.611° пн. ш. 85.144° сх. д.
Паталіпутра (IAST: Pāṭaliputra IAST), що примикає до сучасної Патни, було містом у стародавній Індії, спочатку побудованим правителем Магади Аджаташатру в 490 році до нашої ери як невеликий форт (Pāṭaligrāma IAST) біля річки Ганг. Удайїн заклав основу міста Паталіпутра в місці злиття двох річок Сон і Ганг. Він переніс свою столицю з Раджгріхи до Паталіпутри через центральне розташування останньої в імперії. 
Він став столицею великих держав у стародавній Індії, таких як імперія Шишунага (прибл. 413 до н. е.), імперія Нанда (прибл. 460 or 420 – c. 325 BCE), імперія Маур'їв (прибл. 320 рр. до н. е.), імперія Гуптів (прибл. 320 рр. н. е.) та імперія Пала (прибл. 750 н. е.). Під час періоду Маур'я (див. нижче) він став одним із найбільших міст світу. За словами грецького дипломата, мандрівника та історика Мегасфена, під час імперії Мауріїв (прибл. 320 рр. до н. е.) це було одним з перших міст у світі, яке мало високоефективну форму місцевого самоврядування. Згодом Шер Шах Сурі (1538—1545) відродив Паталіпутру, яка була в занепаді з VII століття нашої ери, і перейменував її в Патну.
Місцезнаходження цього місця вперше було визначено в наш час у 1892 році Лоуренсом Водделлом, опубліковане як «Відкриття точного місця класичної столиці Асоки». В околицях сучасної Патни були проведені масштабні археологічні розкопки. Розкопки на початку ХХ століття навколо Патни виявили чіткі докази великих фортифікаційних стін, у тому числі посилених дерев'яних ферм.

## Етимологія
На санскриті «Pāṭali-» відноситься до дерева pāṭali (Bignonia suaveolens), тоді як «-putrá» (पुत्र) означає «син».
Одна традиційна етимологія стверджує, що місто було названо на честь рослини. Дійсно, за Махапарініббана Сутта (Сутта 16 Діґха Нікая), Паталіпутта була місцем, «де розкриваються стручки рослини Паталі». Інша традиція говорить, що Pāṭaliputra IAST означає син Pāṭali IAST, яка була донькою Раджі Сударшана. Це здається малоймовірним, оскільки Раджа Сударшан жив у ХІХ столітті, приблизно через 2500 років після того, як місто заснував Аджаташатру. Оскільки спочатку воно було відоме як Pāṭali-grāma IAST ("село Pāṭali IAST "), деякі вчені вважають, що Pāṭaliputra IAST є трансформацією Pāṭalipura IAST, "місто Pāṭali IAST ". Паталіпутру також називали Кусумапура (місто квітів).

## Історія
Про Паталіпутру немає жодної згадки в письмових джерелах до ранніх джайнських і буддистських текстів (Палійський канон і Агами), де вона фігурує як село Паталіграма і не входить до списку великих міст регіону. Ранні буддійські джерела повідомляють про будівництво міста поблизу села наприкінці життя Будди; це загалом узгоджується з археологічними даними, які показують, що розвиток міст відбувався в цьому районі не раніше III або IV століття до нашої ери. У 303 році до нашої ери грецький історик і посол Мегасфен згадав Паталіпутру як місто у своїй праці «Індіка». Діодор, цитуючи Ямбула, згадує, що цар Паталіпутри мав «велику любов до греків».
Місто Паталіпутра було утворено шляхом укріплення села правителем Хар'янти Аджаташатру, сином Бімбісари.
Його центральне розташування в північно-східній Індії спонукало правителів послідовних династій базувати тут свою адміністративну столицю, від Нанд, Маур'їв, Шунгів і Гуптів до Палас.  Розташоване у місці злиття річок Ганг, Гандхака і Сон, Паталіпутра утворив «водну фортецю, або ялдургу». Його положення допомогло йому домінувати в річковій торгівлі Індо-Гангських рівнин під час раннього імперського періоду Магадхи. Це був великий центр торгівлі та комерції, який приваблював купців та інтелектуалів, таких як знаменитий Чанак'я, з усієї Індії.
У ранніх буддійських текстах зазначено, що тут відбулися два важливі ранні буддійські ради: друге зібрання Другої буддійської ради за правління Ашоки, через 35 років після першого зібрання, що відбулася у Вайсалі, і Третя буддійська рада.
Джейнські та індуїстські джерела ідентифікують Удаябхадру, сина Аджаташатру, як царя, який першим заснував Паталіпутру як столицю Магадхи. Тамільський епос Сангам Аканазузу згадує царів Нанда, які правили Паталіпутрою.

### Столиця імперії Маур'їв

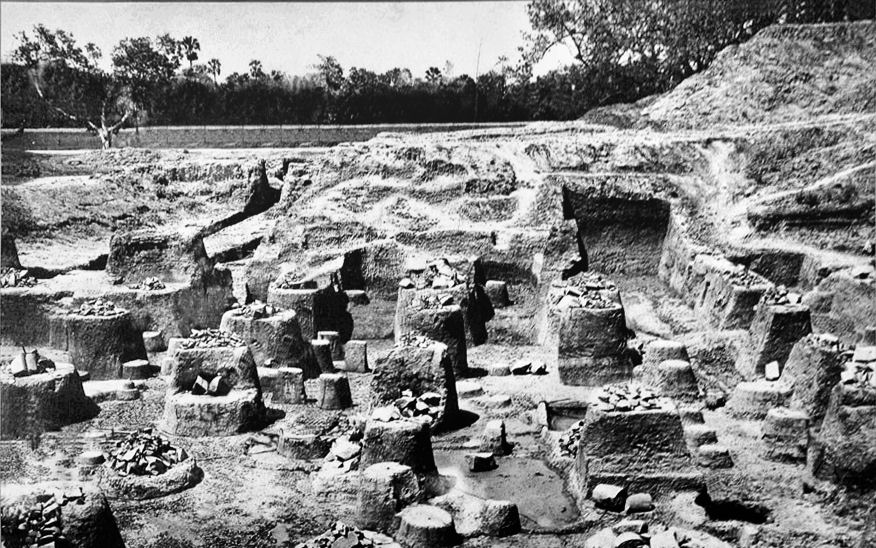
Руїни зали з колонами на місці Кумрахар у Паталіпутрі

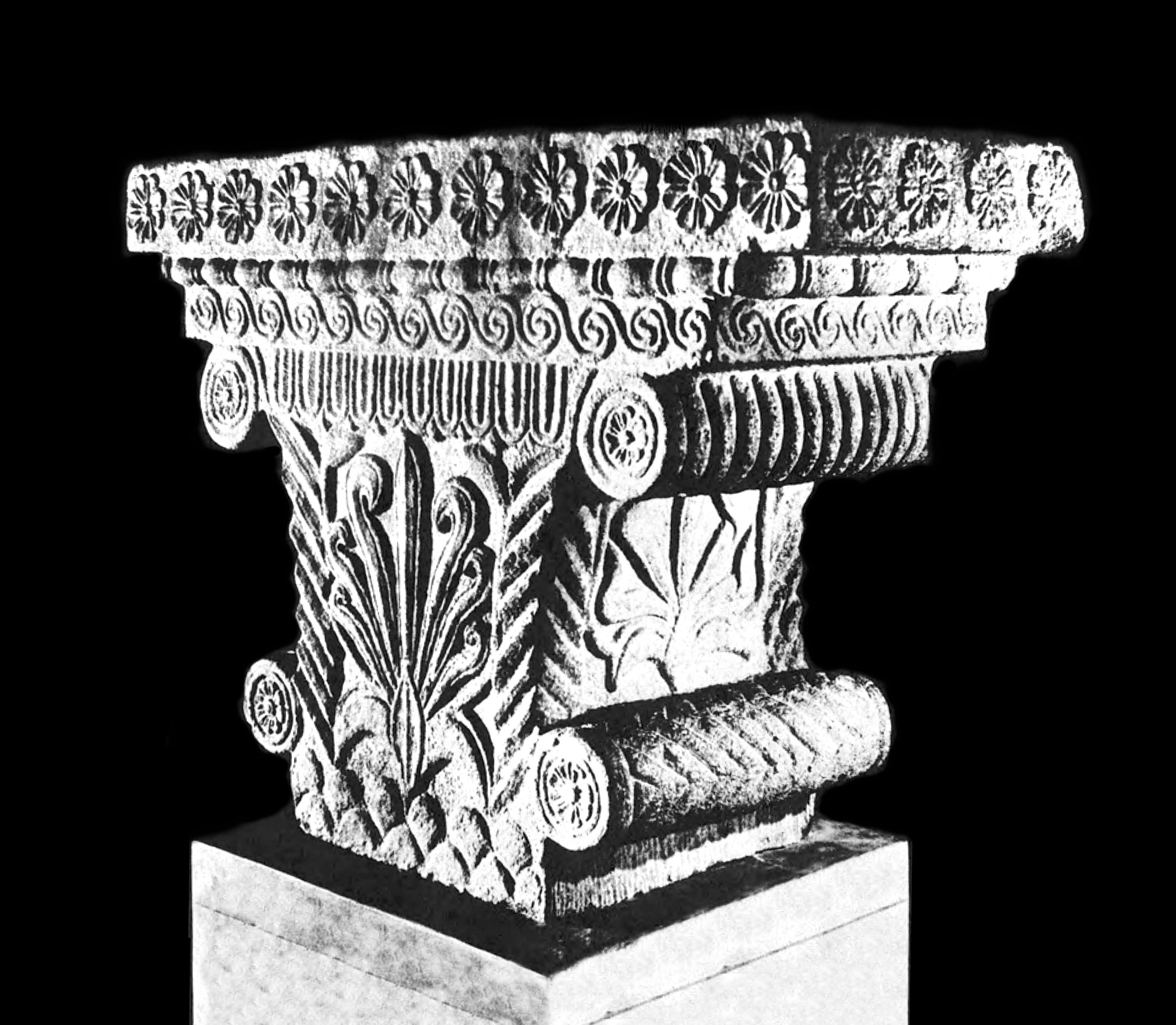
Капітель Паталіпутри, виявлена на місці Буланді-Баг. IV—III ст. до нашої ери

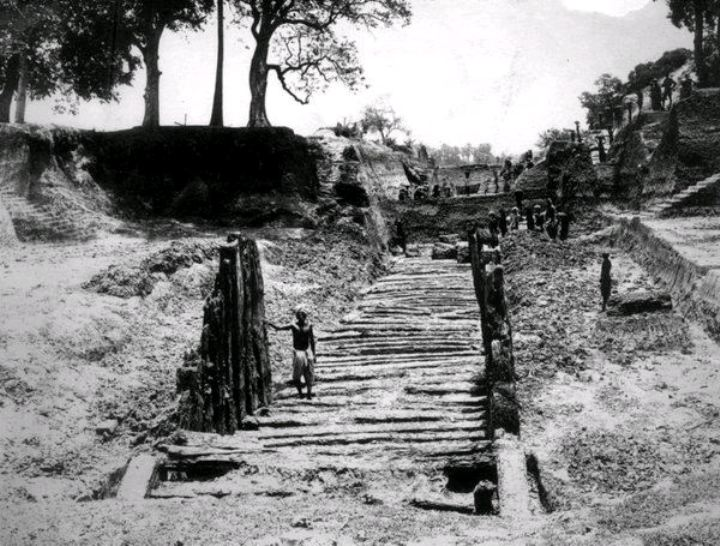
Маур'янські залишки дерев'яного частоколу на місці Буланді-Баг

Під час правління імператора Ашоки в ІІІ столітті до нашої ери це було одне з найбільших міст світу з населенням близько 150 000—400 000 осіб. За оцінками, місто мало площу 25,5 квадратних кілометрів і довжину кола 33,8 кілометрів, воно мало форму паралелограма і мало 64 брами (тобто приблизно одні ворота кожні 500 метрів). Паталіпутра досягла вершини процвітання, коли була столицею великих імператорів Маур'їв, Чандрагупти Маур'ї та Ашоки. Місто процвітало за правління Мауріїв, і там проживав грецький посол Мегасфен, який залишив докладний опис його пишноти, називаючи його «Паліботра»:</br>
|  | "Мегастен каже, що з одного боку, де воно найдовше, це місто простягається на десять миль у довжину, а в ширину - на одну і три чверті милі; що місто оточене ровом завширшки 600 футів, а завглибшки 45 футів; і що його стіна має 570 веж і 64 брами". - Арріан "Індика" |

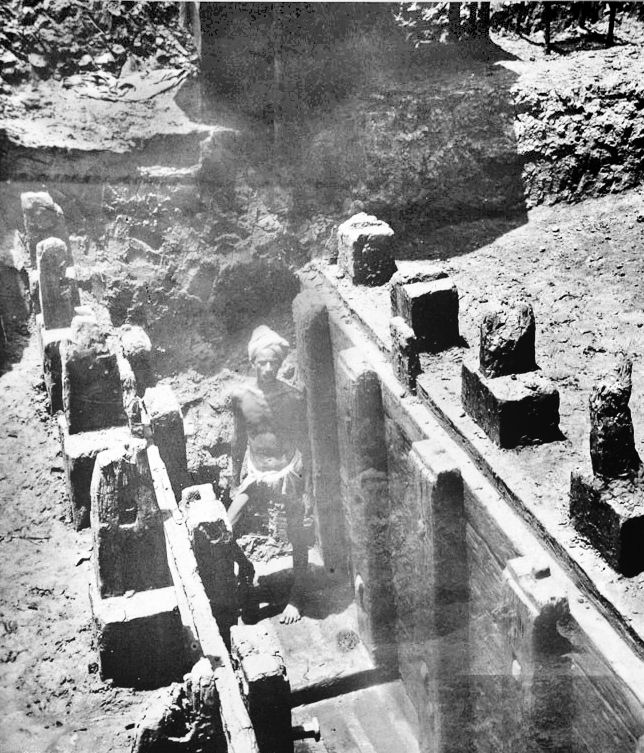
Маур'янські залишки дерев'яного частоколу, виявлені на місці Буланді-Баг у Паталіпутрі

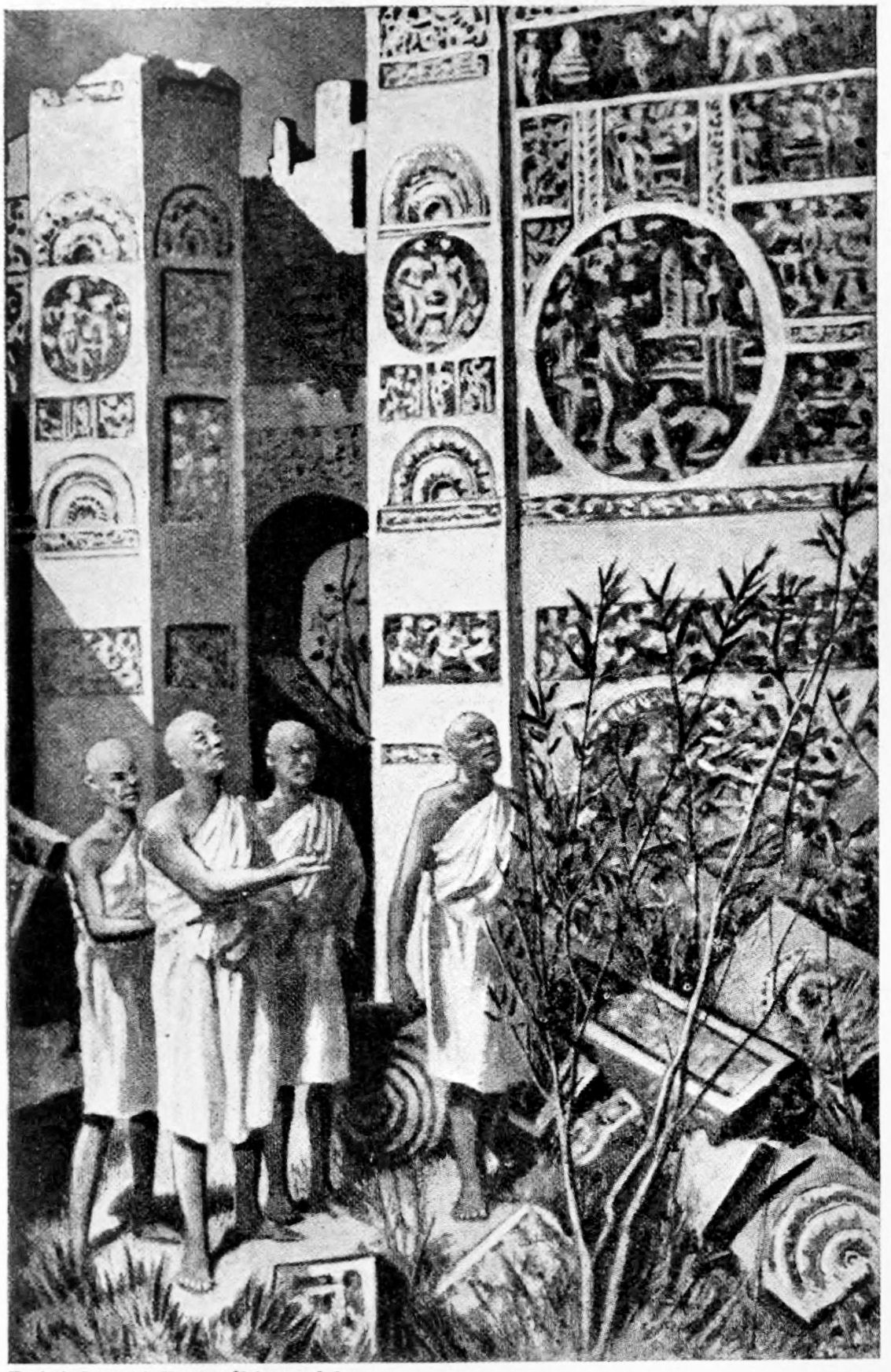
Фа-Хієн на руїнах палацу Ашоки в Паталіпутрі в IV столітті нашої ери (уявлення художника)

Страбон у своїй «Географії» додає, що міські стіни були зроблені з дерева. Вважається, що це дерев'яні частокіли, виявлені під час розкопок Патни.
|  | "У місці злиття Гангу з іншою річкою знаходиться Паліботра, завдовжки 80, а завширшки 15 стадій. Вона має форму паралелограма, оточеного дерев'яною стіною, пронизаною отворами, через які можна випускати стріли. Спереду знаходиться рів, який служить для оборони і каналізації міста". - Страбон, "Географія" |

Еліан, хоча прямо не цитував Мегасфена і не згадував Паталіпутру, описав індійські палаци як такі, що перевершують за пишністю перські Сузи чи Екбатану :
|  | "У царських резиденціях в Індії, де живуть найбільші з царів цієї країни, є стільки предметів для милування, що ні місто Мемнона Сузи з усією його екстравагантністю, ні пишність Екбатани не зрівняються з ними. (...) У парках тримають ручних павичів і фазанів". - Аеліан у "De Natura Animalium" |

За правління Ашоки більшість дерев'яних конструкцій палацу Паталіпутра, ймовірно, була поступово замінена кам'яними. Ашока був відомий як великий будівельник, який, можливо, навіть імпортував майстрів з-за кордону для будівництва королівських пам'ятників. Палац Паталіпутра демонструє декоративний вплив палаців Ахеменідів і Персеполіса, і, можливо, використовувався допомога іноземних майстрів. Це може бути результатом формального впливу майстрів, найнятих з Персії після розпаду імперії Ахеменідів після завоювань Александра Македонського.

### Столиця пізніших династій
Місто також стало процвітаючим буддистським центром із низкою важливих монастирів. Він залишався столицею династії Гупта (ІІІ-VI століття) і династії Пала (VІІІ-ХІІ століття). Коли Факсіан відвідав місто в 400 році нашої ери, він побачив, що люди багаті та процвітаючі; вони практикували доброчесність і справедливість. Він виявив, що шляхтичі та домовласники міста побудували кілька лікарень, у яких бідні з усіх країн, знедолені, каліки та хворі можуть отримати лікування. Вони могли отримати будь-яку допомогу безоплатно. Лікарі оглядали хворих і призначали їм їжу, напої та ліки. Місто було здебільшого в руїнах, коли його відвідав Сюаньцзан. У химерній книзі 1559 року про світову географію італієць Кай Юлій Солін коротко згадує могутнє індійське королівство Прасія зі столицею в Паліботрі. Пізніше Шер Шах Сурі зробив Паталіпутру своєю столицею і змінив назву на сучасну Патну.

## Структура

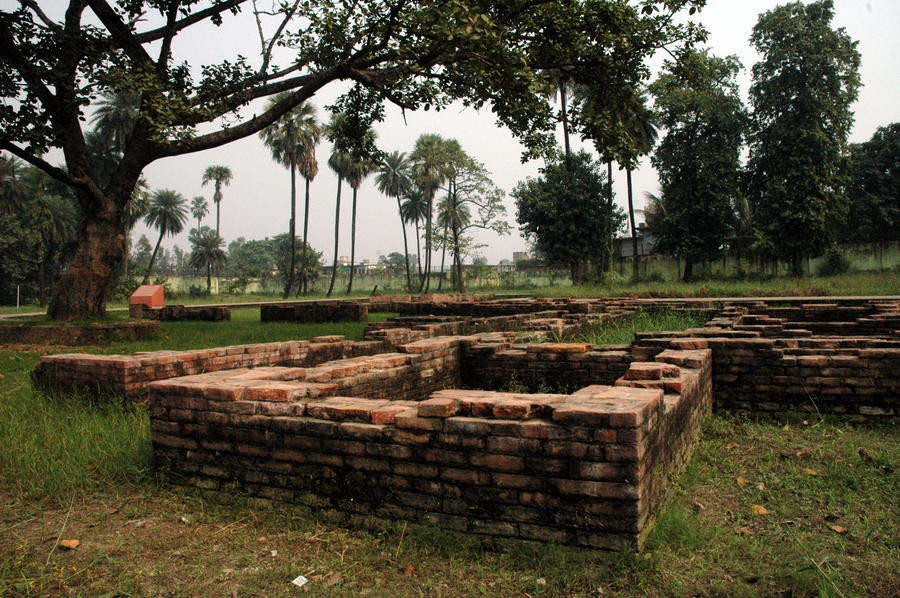
Руїни Паталіпутри в Кумхрарі

Хоча частини стародавнього міста були розкопані, велика його частина все ще лежить похована під сучасною Патною. Були розкопані різні місця, в тому числі Кумхрар, Буланді-Баг і Агам Куан.
Під час Маур'янського періоду місто було описано як паралелограм, приблизно 2,5 кілометри (1,5 милі) завширшки та 15 кілометрів (9 миль) завдовжки. Його дерев'яні стіни пронизували 64 ворота. Археологічні дослідження виявили залишки дерев'яного частоколу на кілька кілометрів, але кам'яних укріплень не знайдено.

### Розкопки Паталіпутри
- Кумхрар
- Буланді Баг
- Агам Куан

## Як династична столиця

Паталіпутра була столицею за різних індійських династій
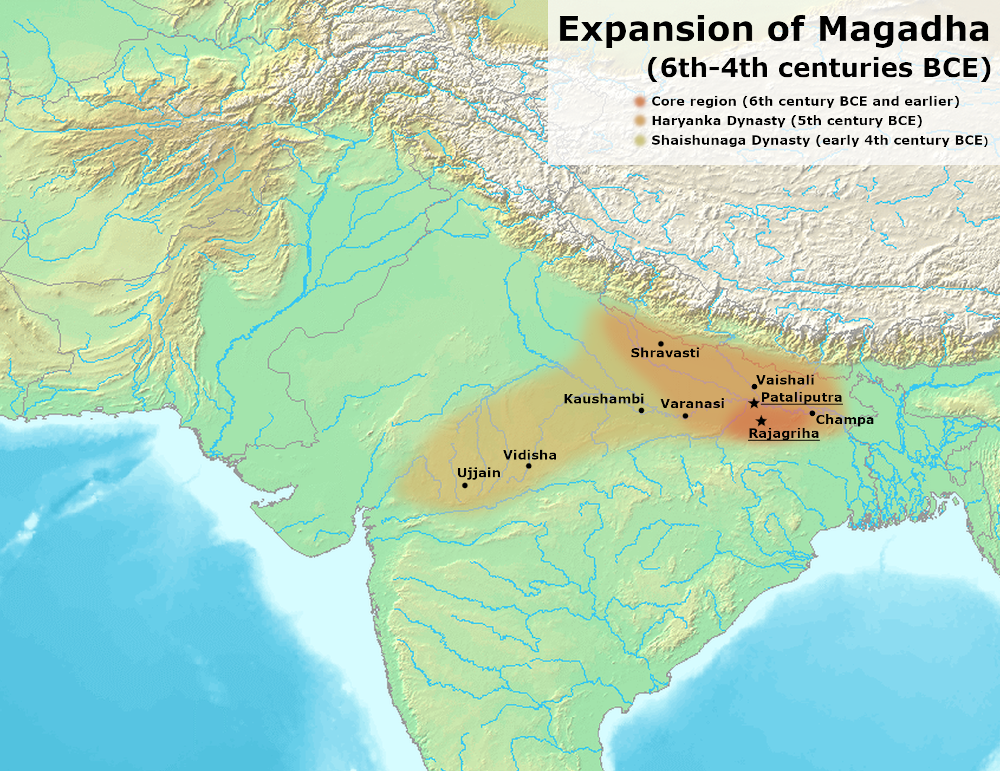
Паталіпутра як столиця династії Хар'янка та династії Шишунаги з Магадхи
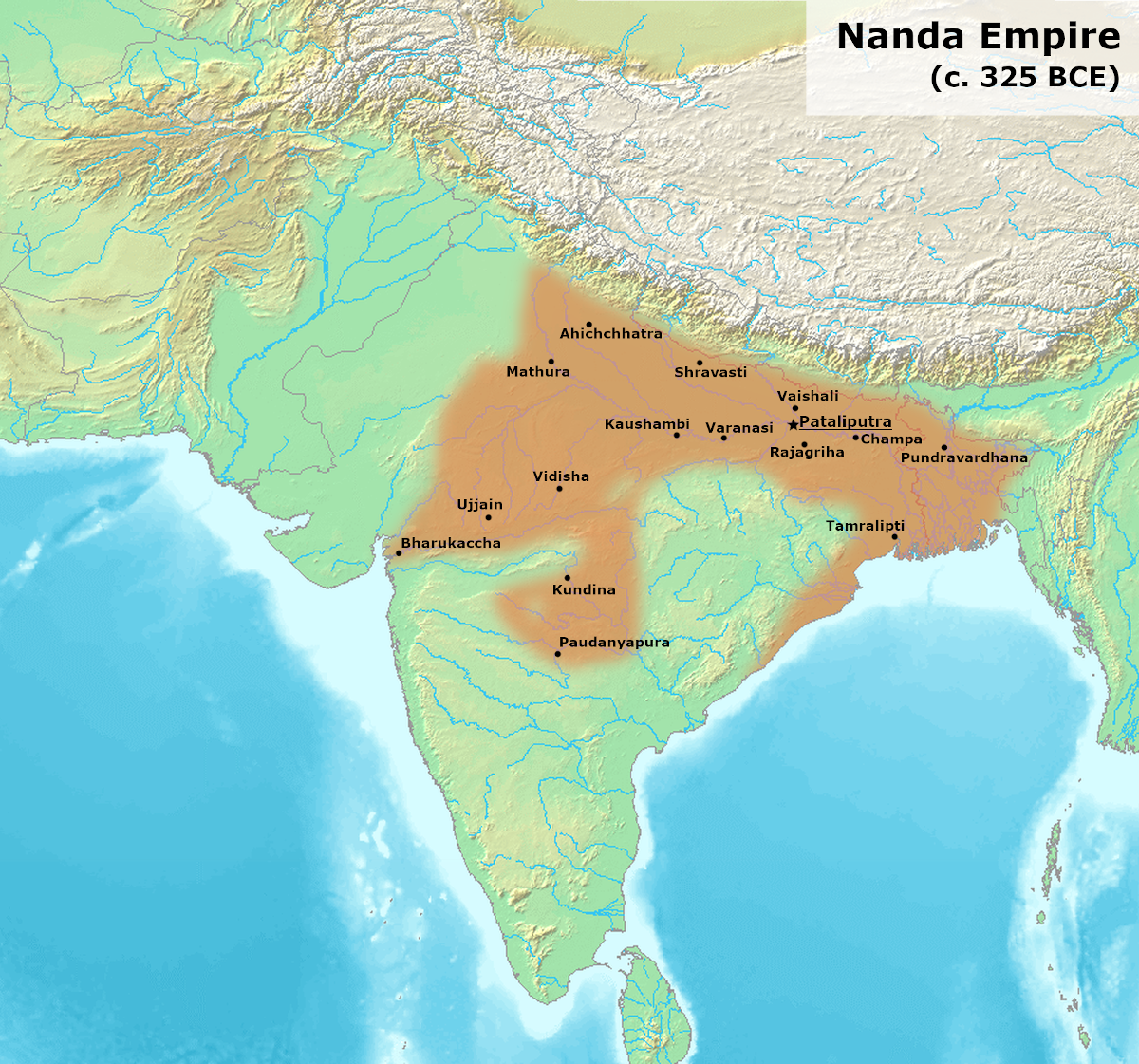
Паталіпутра як столиця імперії Нанда
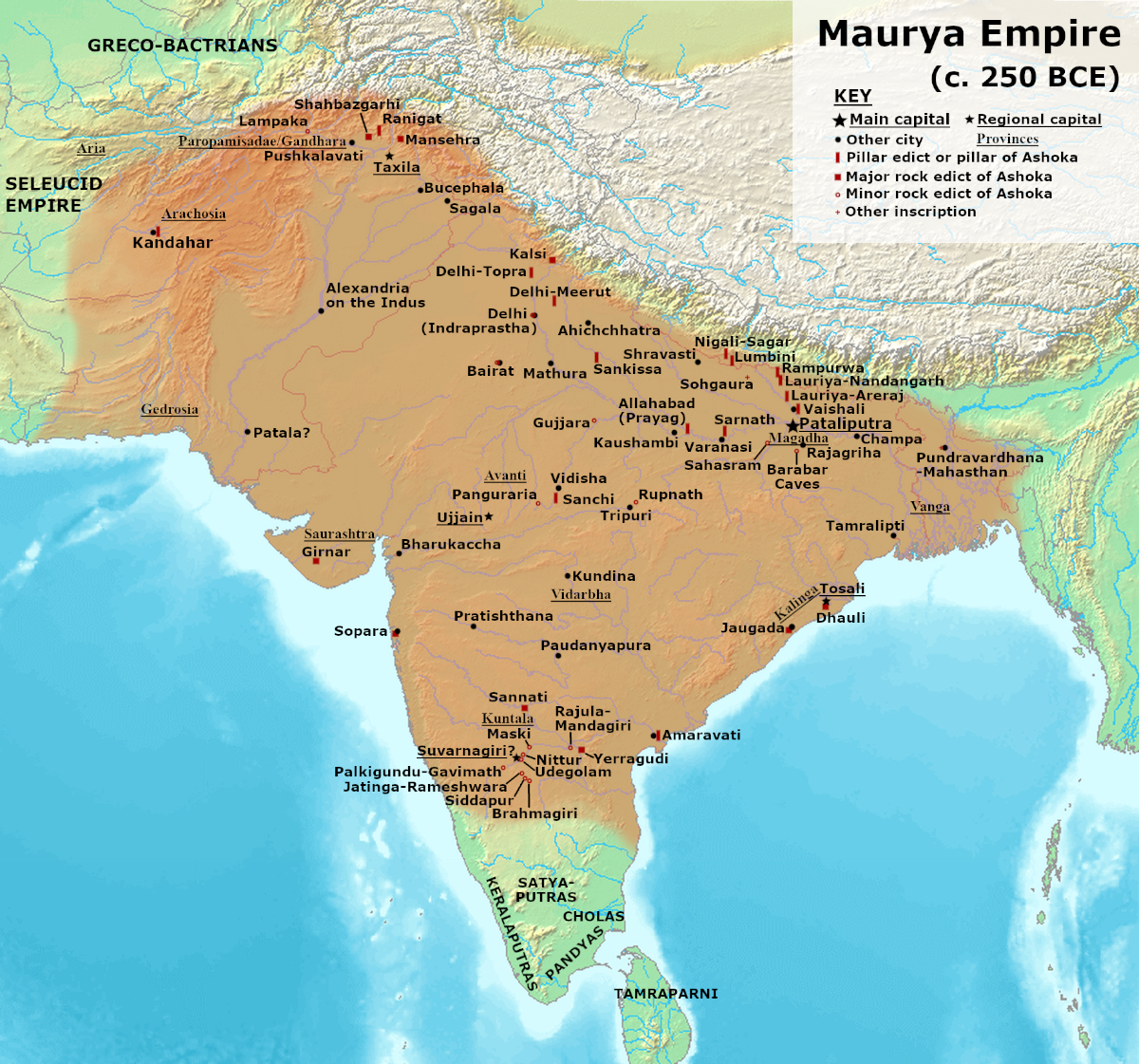
Паталіпутра як столиця імперії Маур'їв
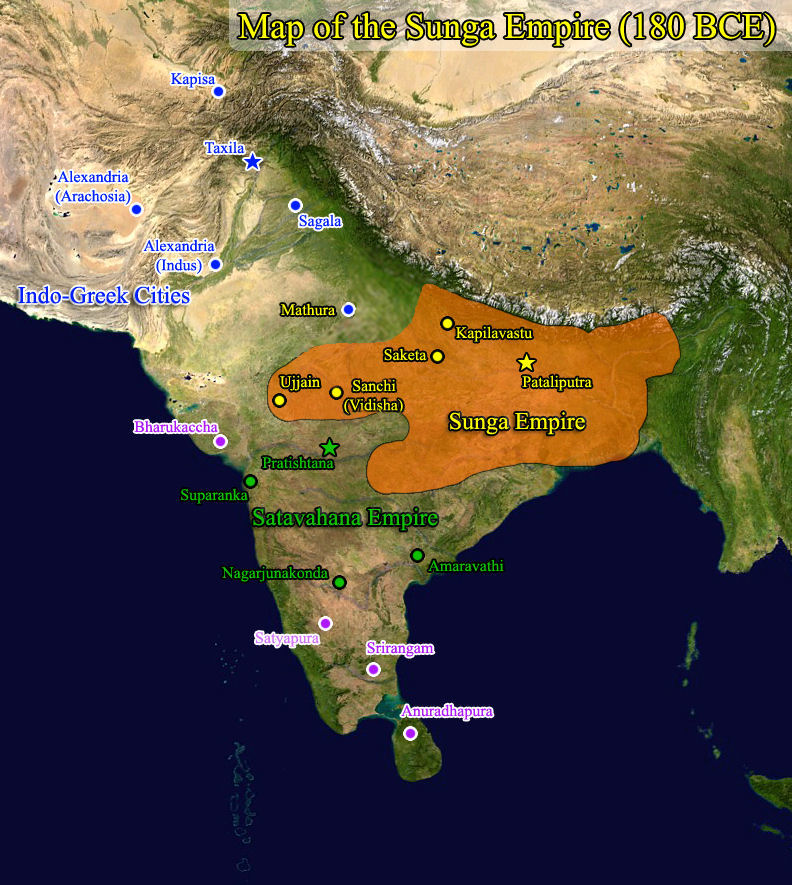
Паталіпутра як столиця імперії Шунга
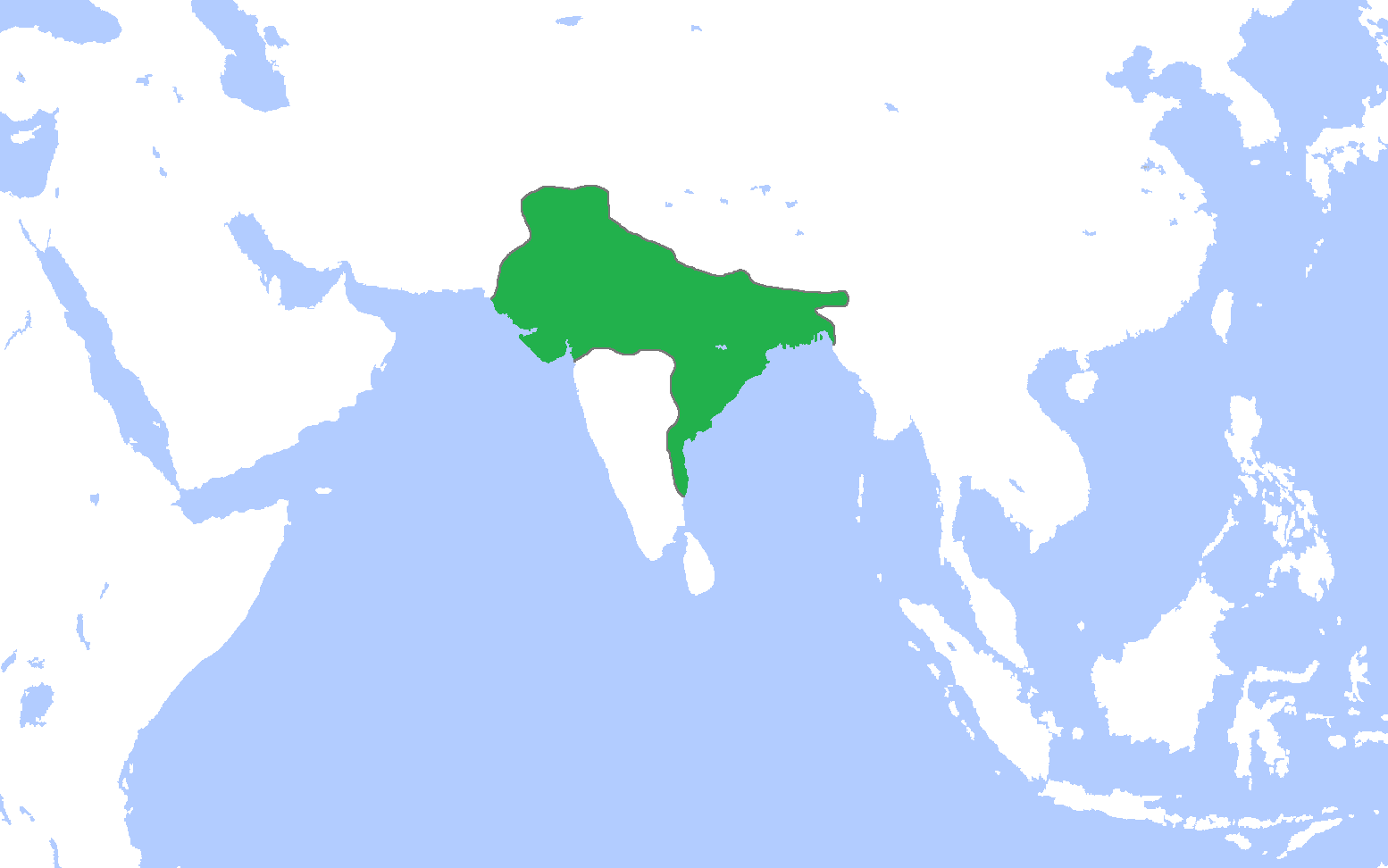
Паталіпутра як столиця імперії Гуптів
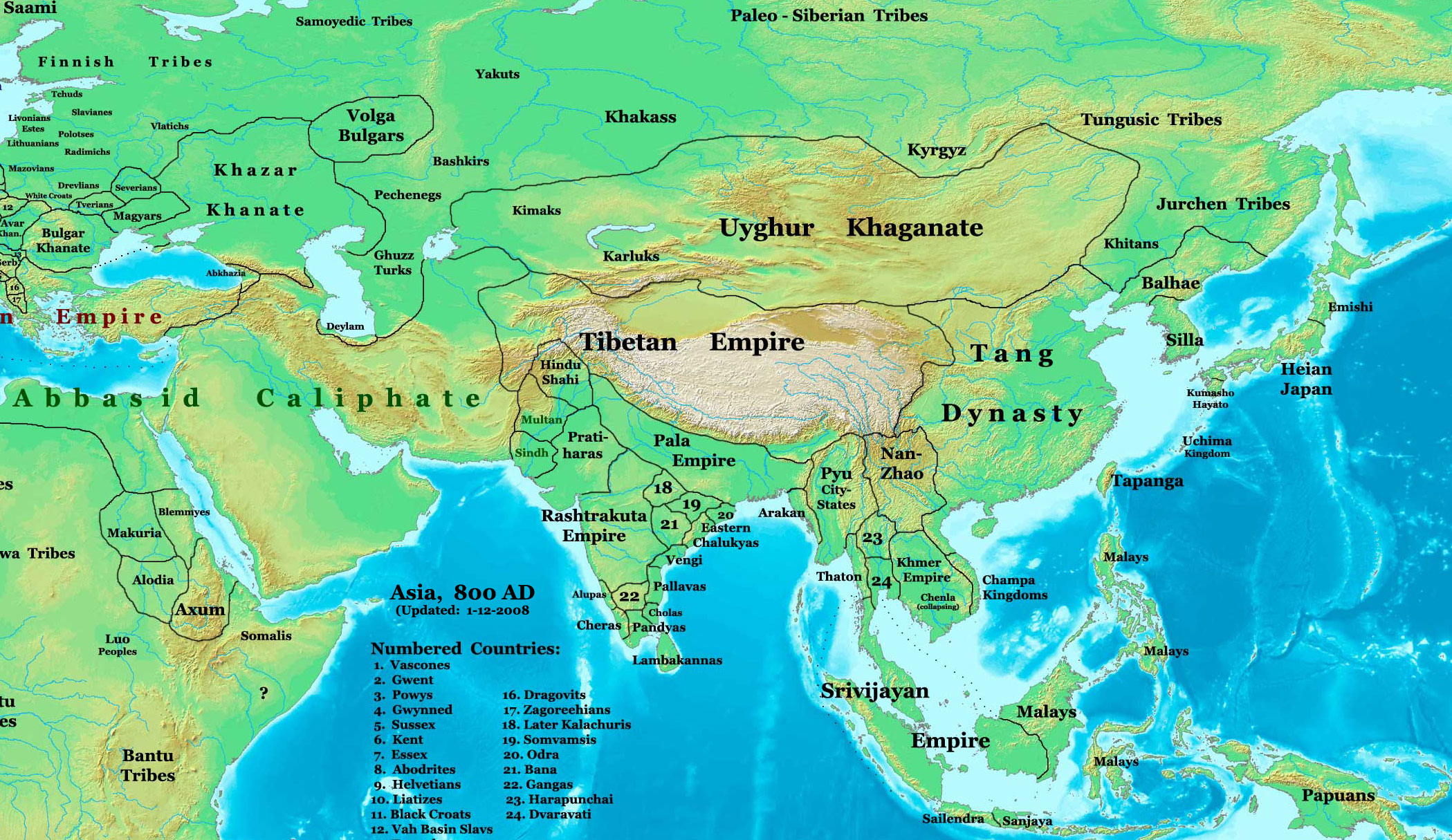
Паталіпутра як столиця імперії Пала

## Основні знайдені артефакти

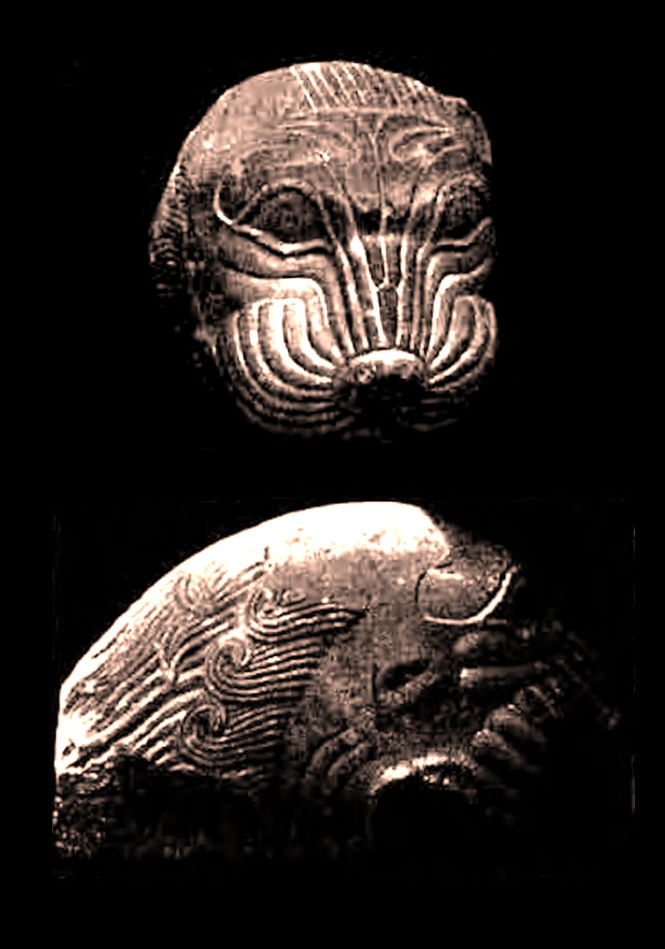
Масархський лев , III століття до нашої ери
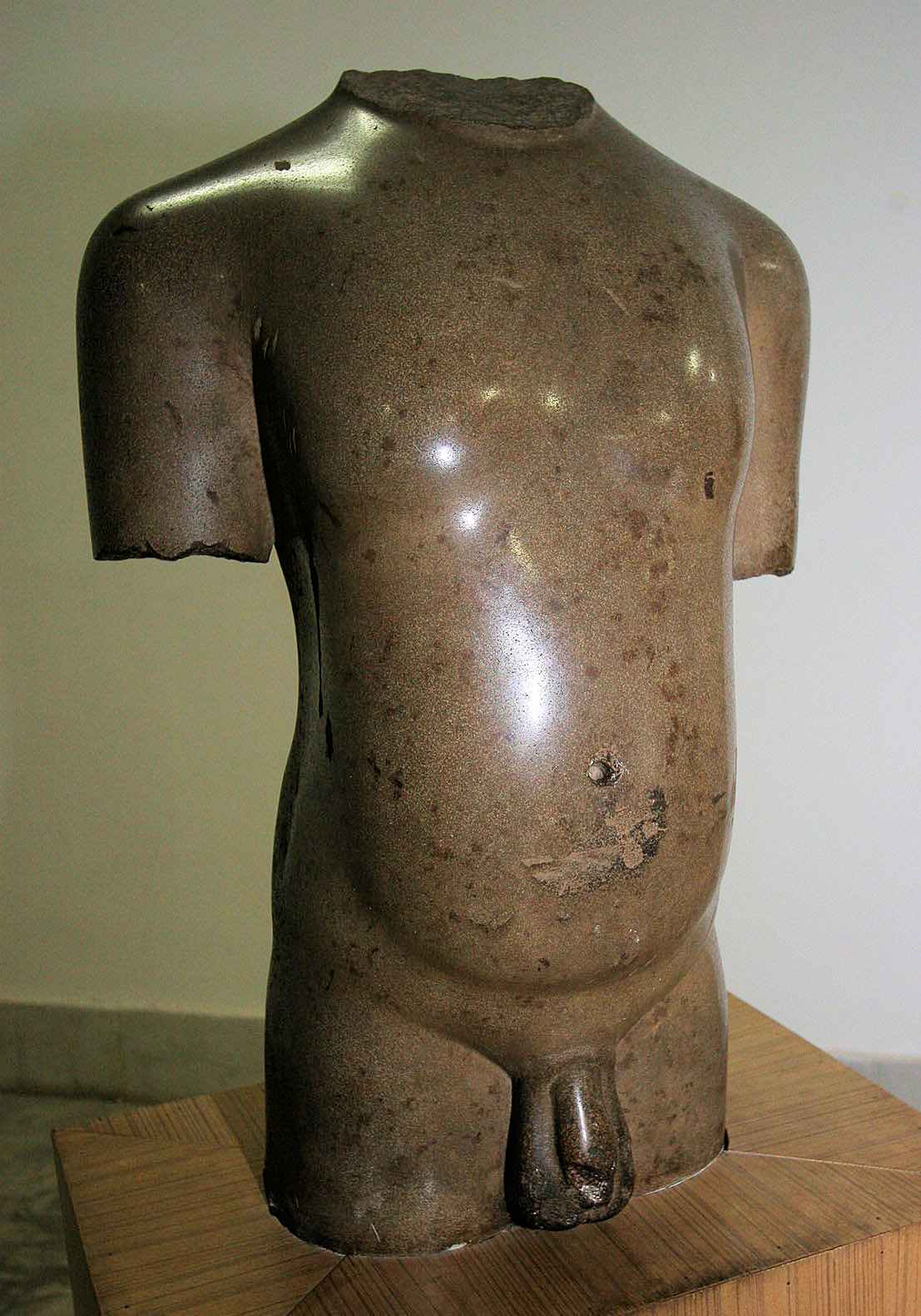
Тулуб Лоханіпур
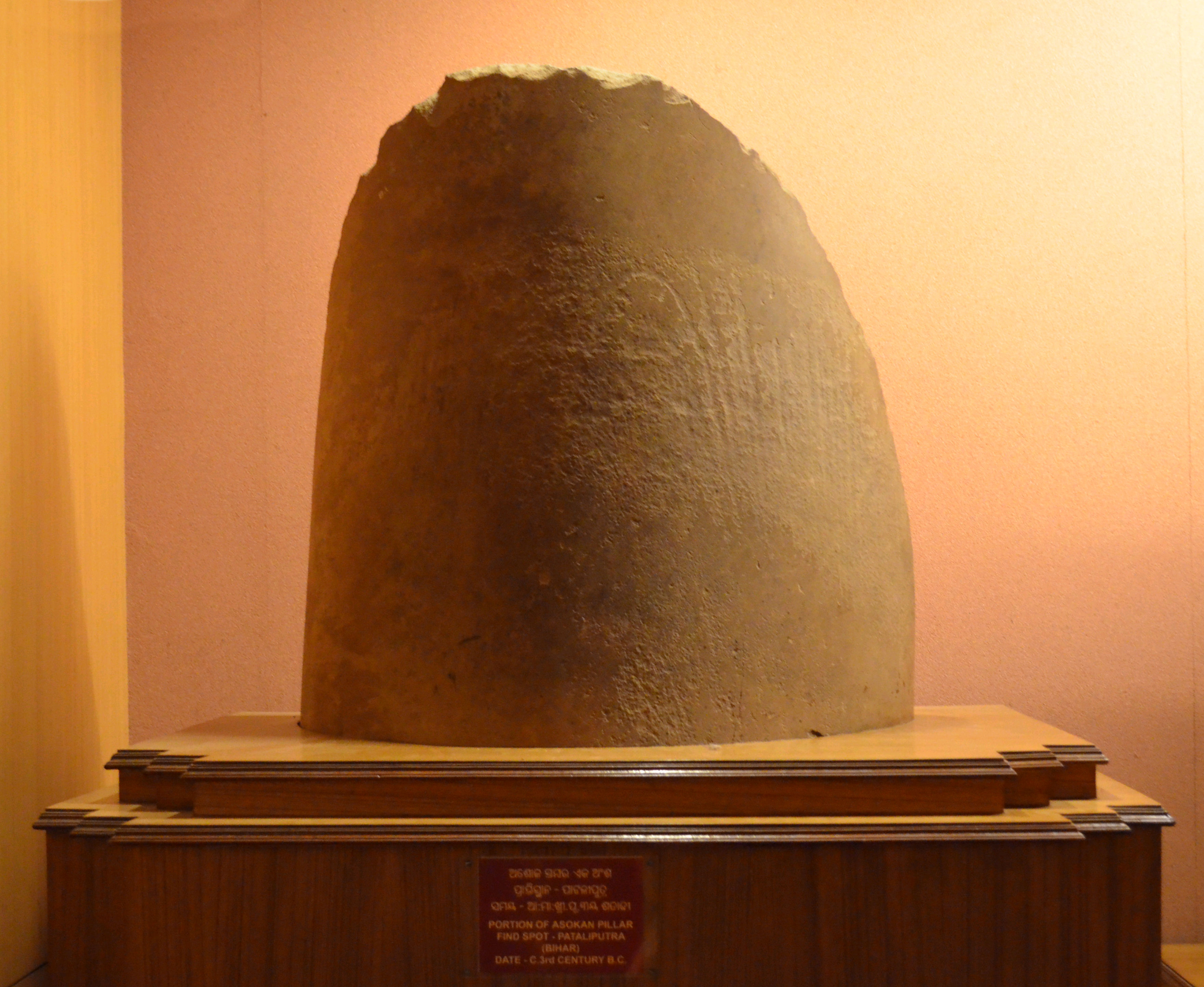
Частина стовпа, знайдена в Паталіпутрі
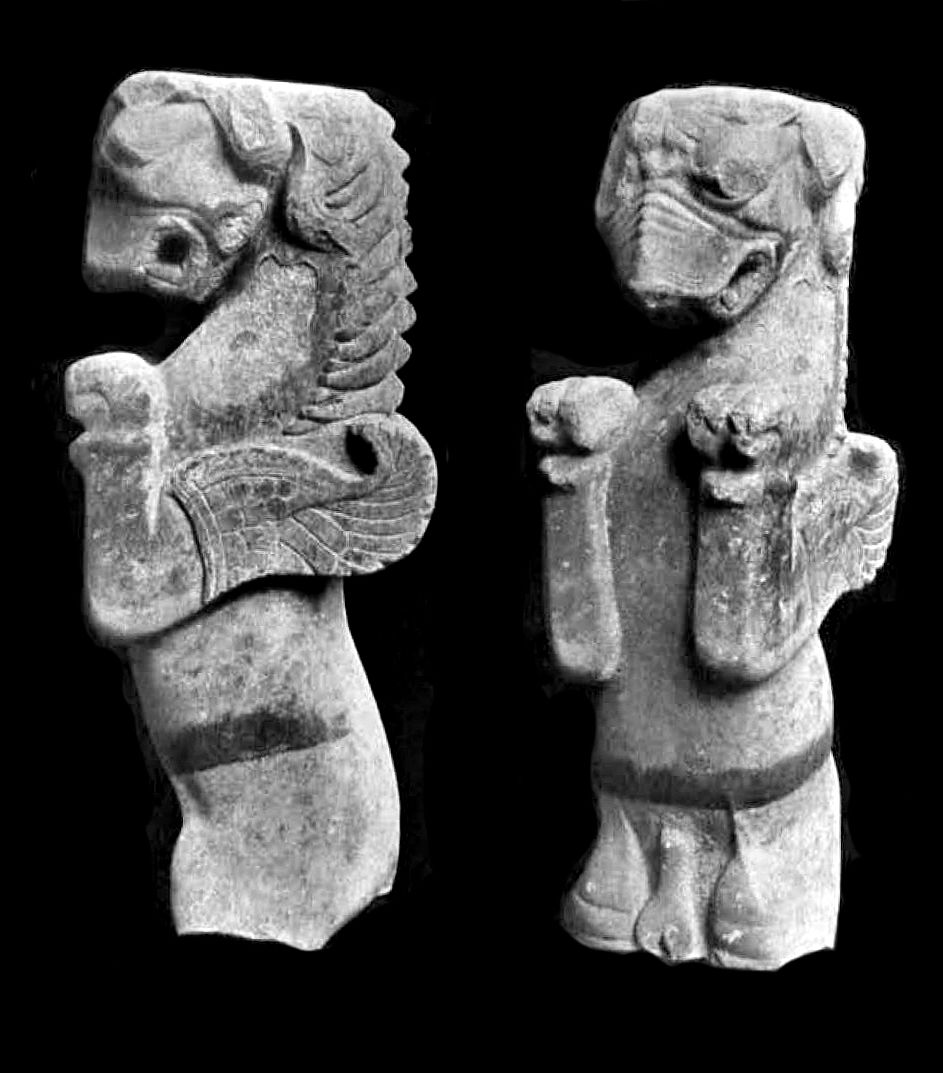
Статуетка грифона Паталіпутра
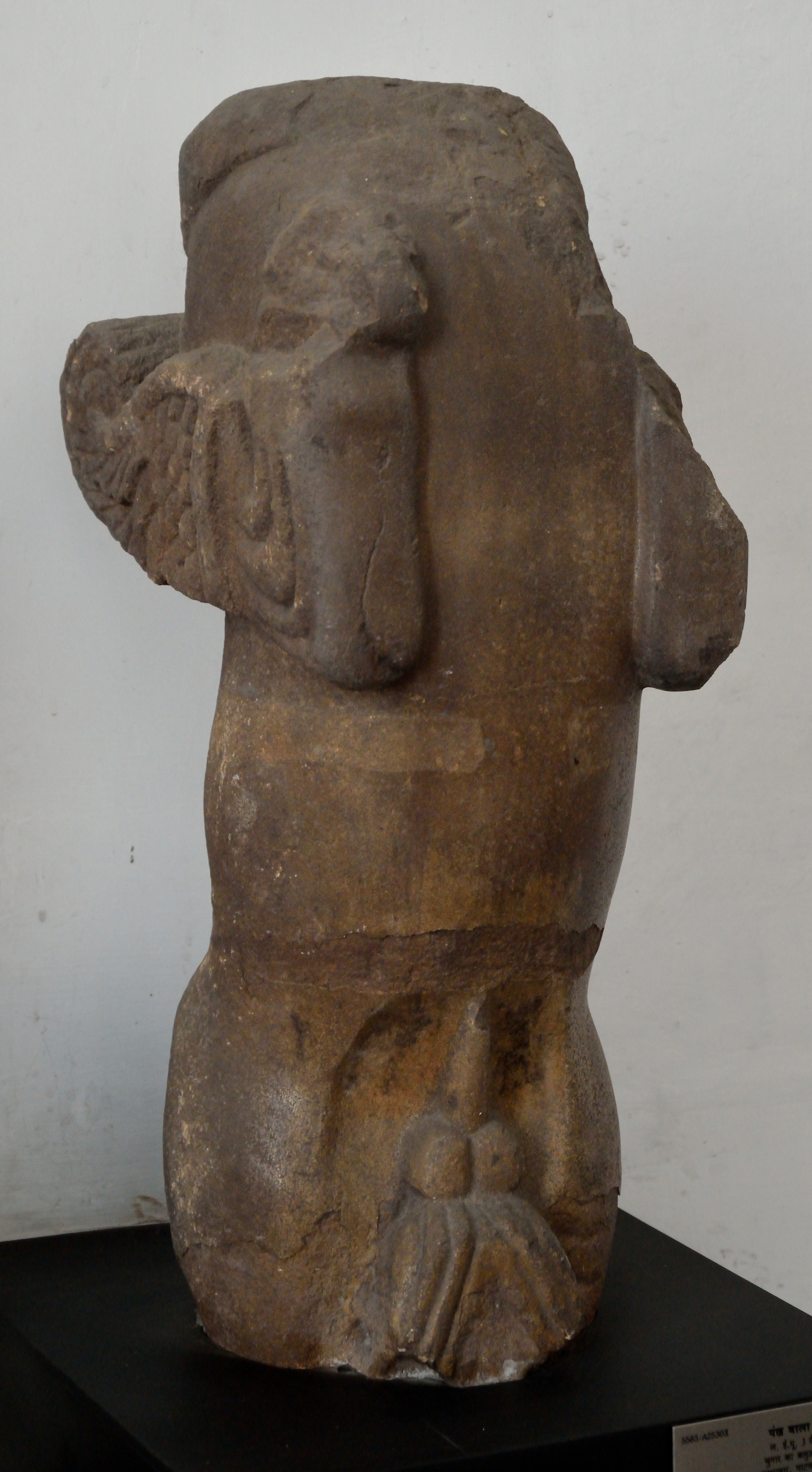
Крилатий грифон
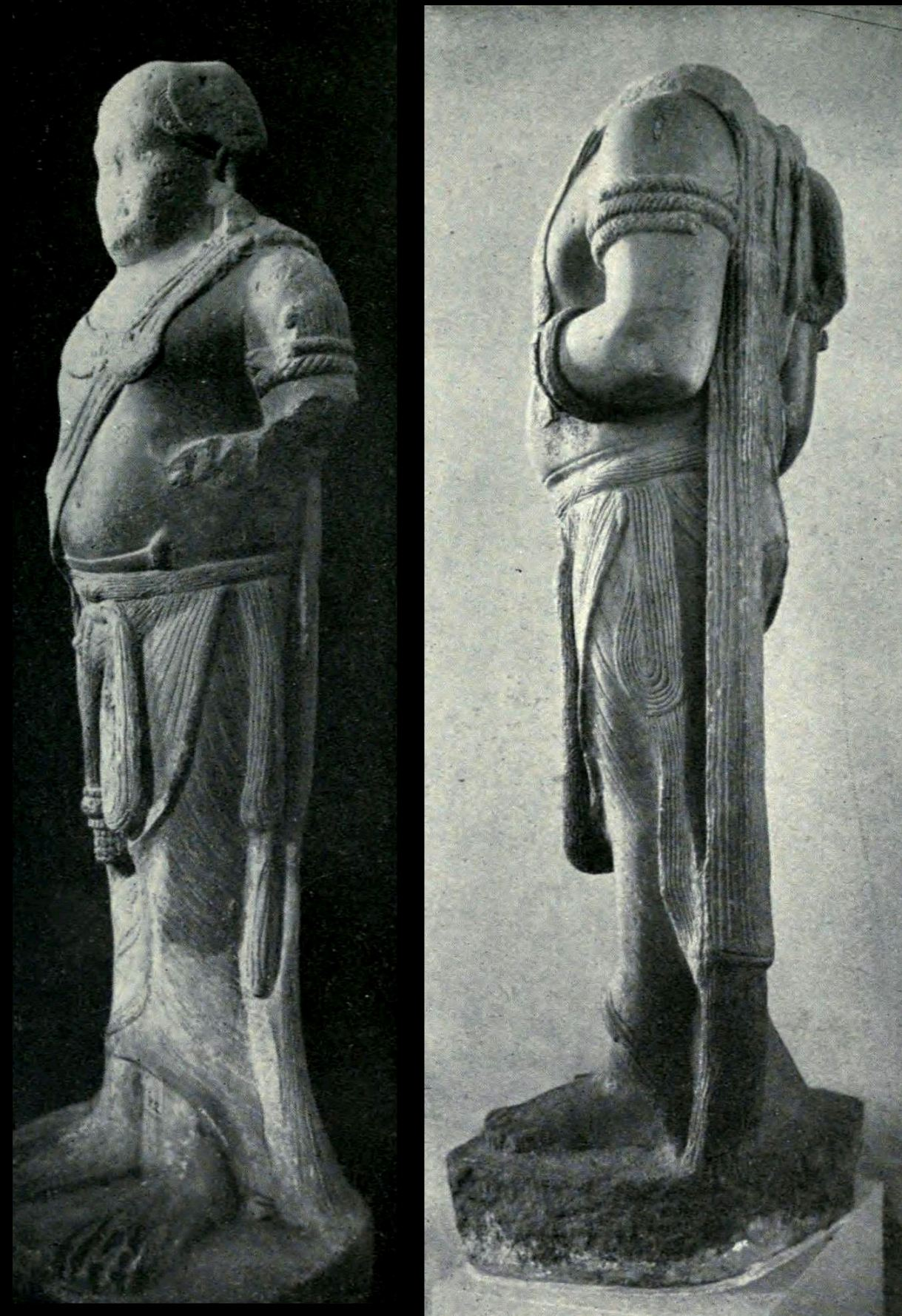
Якші Паталіпутри з написами Маур'я
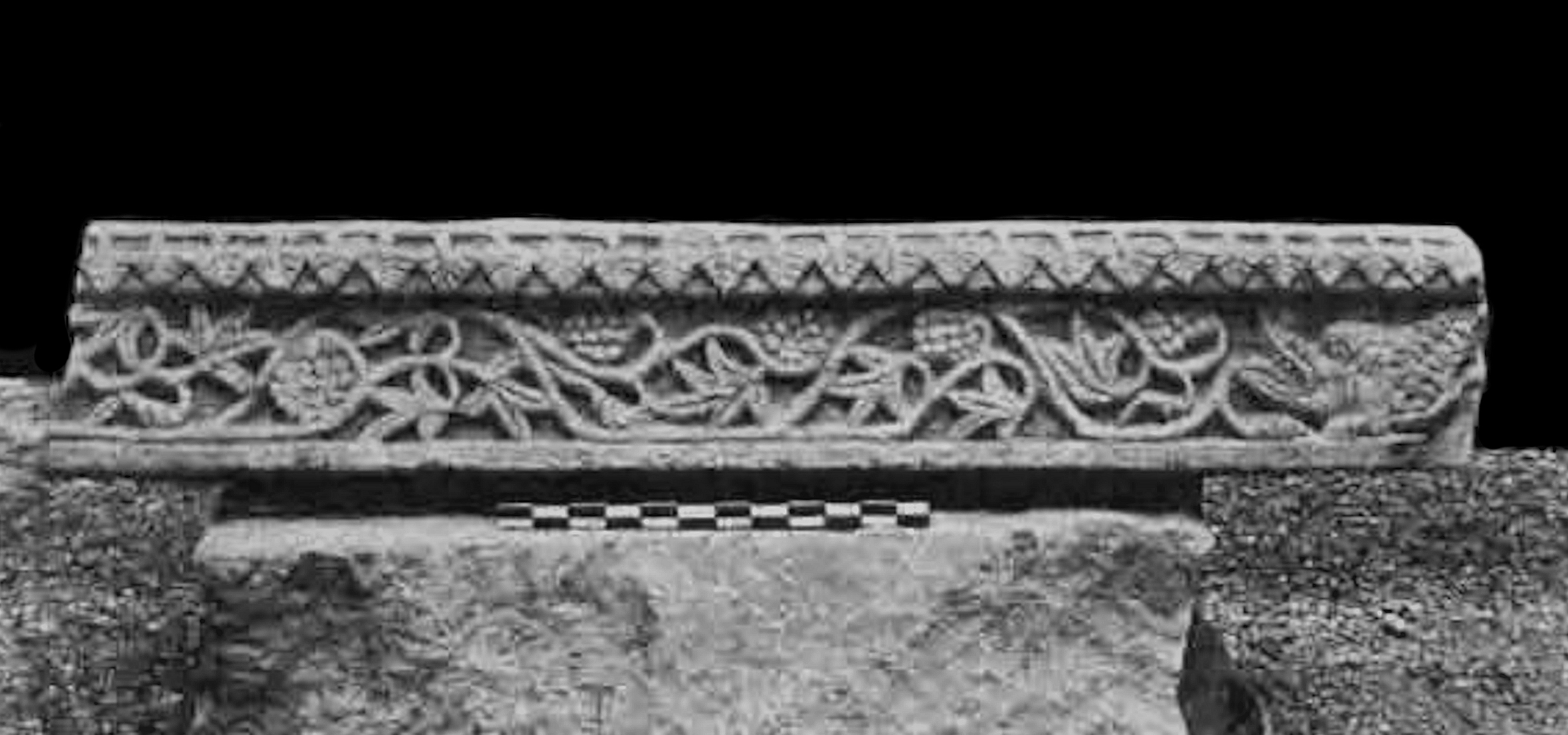
Кумрахар впорається камінь з виноградними лозами
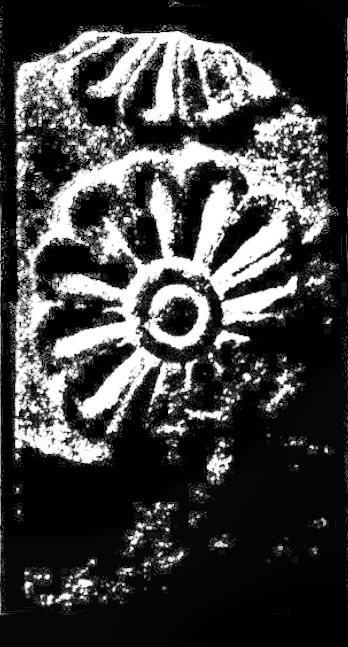
Мотиви лотоса Паталіпутри
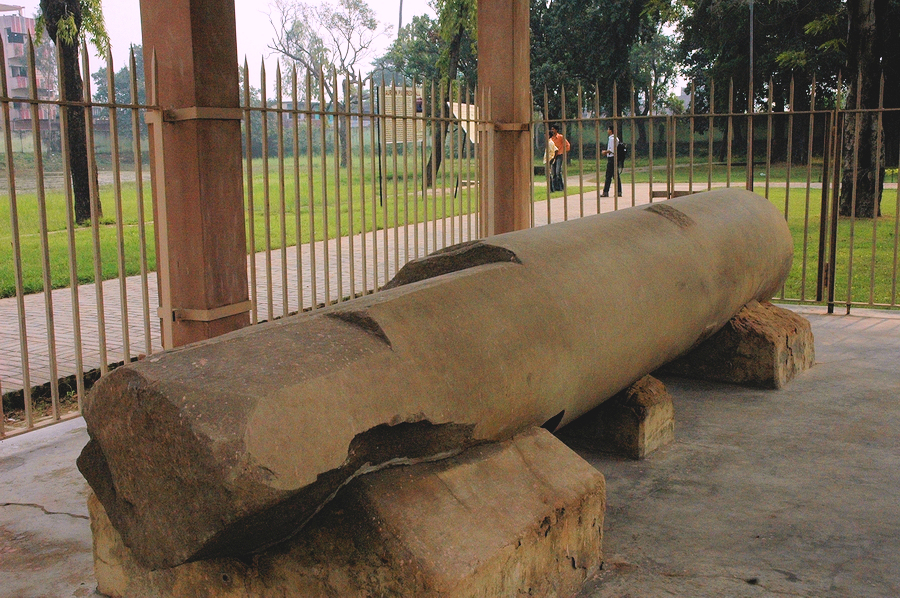
Полірована колона з Паталіпутри
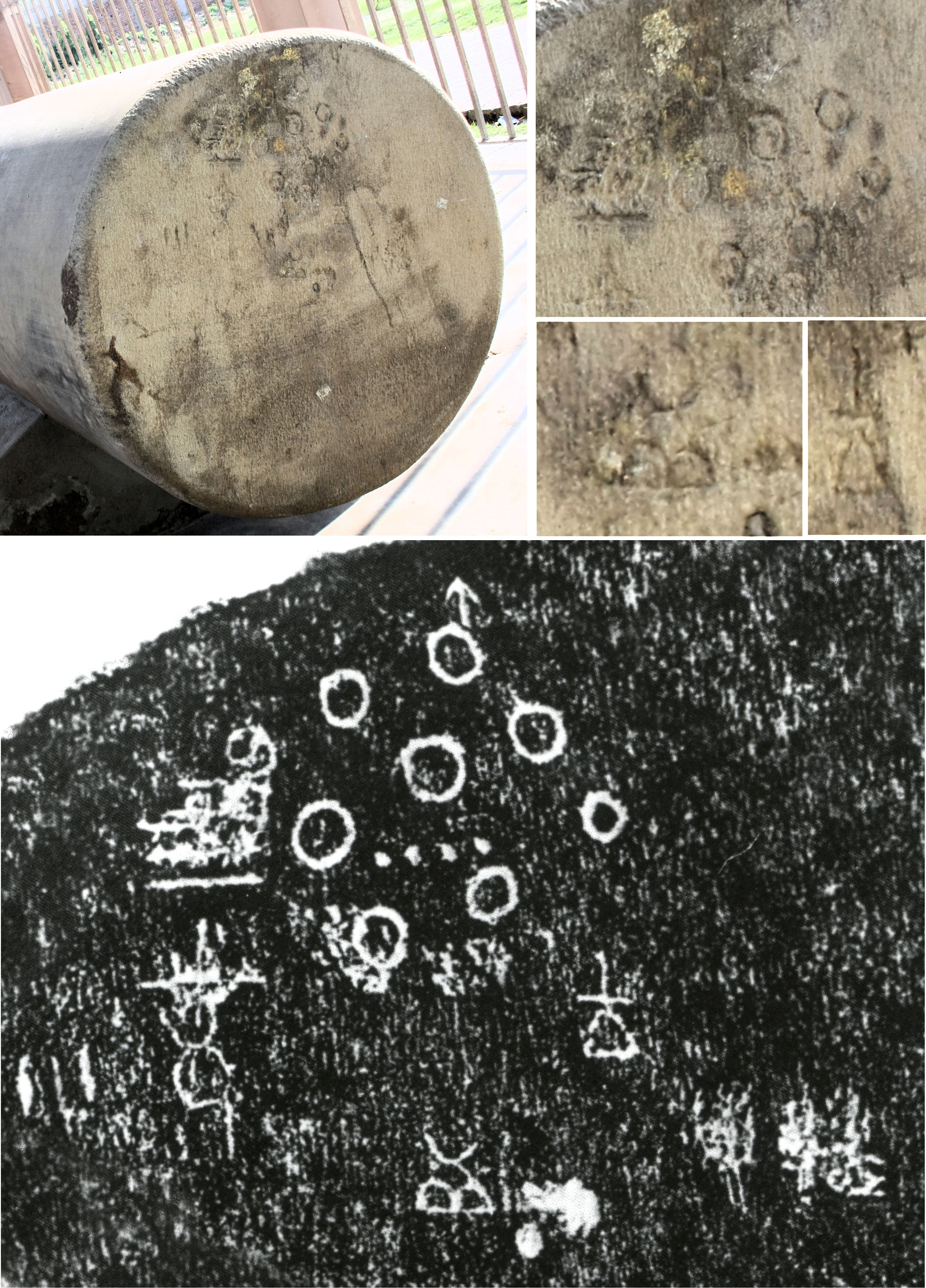
Метки масона біля основи стовпа
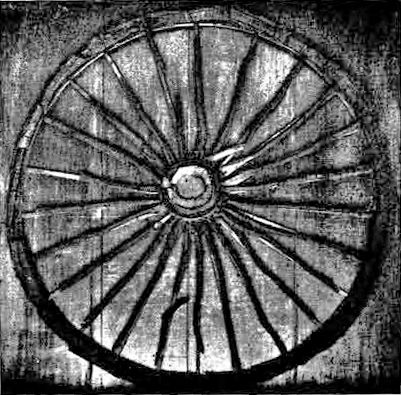
Колісничне колесо, Буланді-Баг, період Маур'я
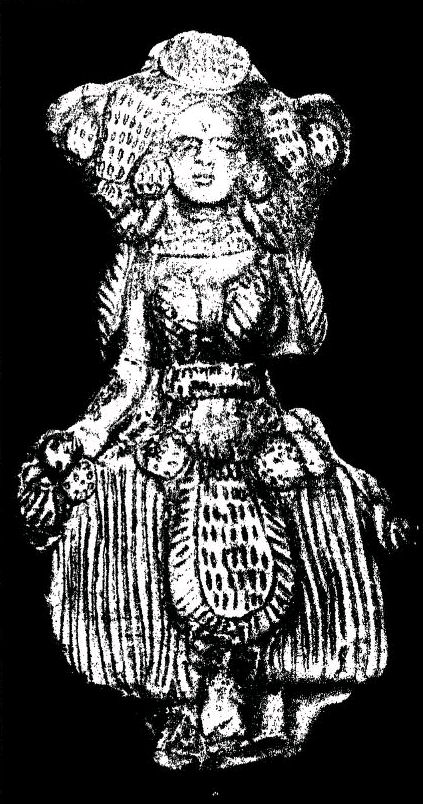
Жіноча статуетка Буланді Багх, період Сунга
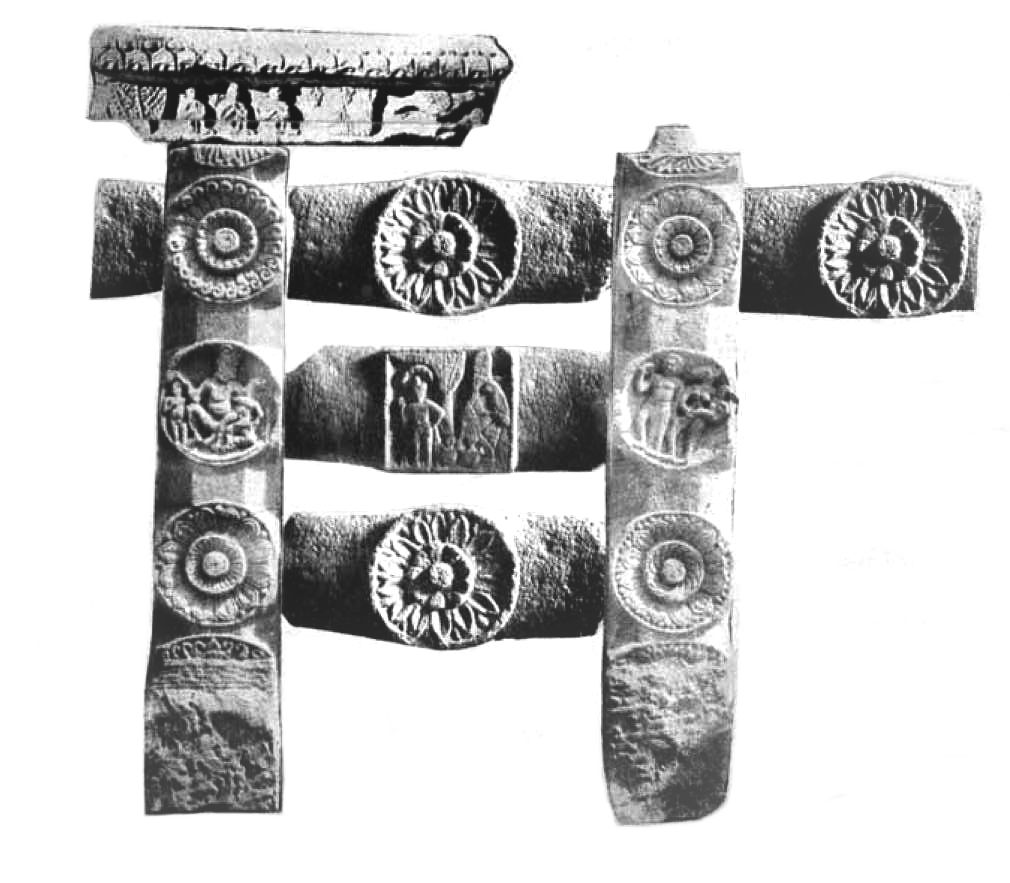
Буддійські перила, період Сунга

## Подальше читання
- Bernstein, Richard (2001). Ultimate Journey: Retracing the Path of an Ancient Buddhist Monk (Xuanzang) who crossed Asia in Search of Enlightenment. Alfred A. Knopf, New York. ISBN 0-375-40009-5